# Boskoopse hefbrug
Boskoopse hefbrug – stalowy, drogowy most podnoszony nad rzeką Gouwe w centrum Boskoop, w Holandii. Został wybudowany w latach 1935–1936, a wykonawcą była firma N.V. De Vries Robbé & Co. z Gorinchem. Długość mostu wynosi 25 m, a przęsło może być podnoszone 35 m ponad lustro wody. 15 czerwca 1999 roku most został wpisany do rejestru holenderskich zabytków (nr 512076). Podobne mosty znajdują się również w pobliskich miejscowościach Alphen aan den Rijn i Waddinxveen (Gouwesluisbrug i Waddinxveense hefbrug).